# Левассёр, Пьер Эмиль
Пьер Эмиль Левассёр (фр. Pierre Émile Levasseur;  8 декабря 1828 года, Париж — 10 июля 1911 года, там же) — французский экономист, историк и географ, профессор парижского Коллеж де Франс, специалист по экономической истории Франции; член Академии моральных и политических наук (1868).
Учебник политической экономии Левассёра был переведён на русский язык: «Основы политической экономии», СПБ, 1888.

## Труды
- «Histoire des classes ouvrières en France depuis la conquête de Jules César jusqu’à la Révolution» (1859),
- «Du rôle de l’intelligence dans la production» (1867);
- «La Population française» (1889—1892),
- несколько учебников географии и популярных географических сборников: «Les Alpes» (1889), «Le Brésil» (1890), «La France et ses colonies» (1890) и др.